# Cyphostemma pachypus
Cyphostemma pachypus är en vinväxtart som beskrevs av Descoings. Cyphostemma pachypus ingår i släktet Cyphostemma och familjen vinväxter. Inga underarter finns listade i Catalogue of Life.